# Георги Димировски
Георги Марков Димировски (на македонска литературна норма: Георги М. Димировски) е инженер от Северна Македония.

## Биография
Роден е на 20 декември 1941 година в костурското село Нестрам, Гърция. Изведен е от комунистическите бунтовници от Гърция с групата на така наречените деца бежанци. В 1977 година защитава докторат в Брадфордския университет, Англия. В 1979 година прави постдокторска специализация, а в 1984 - 1986 година е гостуващ професор в Брадфорд. Преподава в Електротехническия факултет на Скопския университет автоматика и системно инженерство. В 1994 година е гостуващ професор в Брюкселския свободен университет, в 2000 година в „Йоханес Кеплер“ в Линц, а в 2001 година в „Догус“ в Истанбул, както и в Истанбулския технически университет. Член-кореспондент е на Академията за технически науки в Белград.
Димировски е председател на Сдружението на децата бежанци.